# 1990年の相撲
1990年の相撲（1990ねんのすもう）は、1990年の相撲関係のできごとについて述べる。

## アマチュア
- 全国都道府県中学生相撲選手権大会が初開催。のちの十両魁道の田中康弘（明大中野3年）が全国中学校相撲選手権大会とあわせて史上初の中学二冠達成。

- 8月 - 高岡市伏木地区の中年男性たちによる相撲大会「伏木場所大相撲」が初開催された[1]。同大会は2011年に林隆三主演でドラマ化された。

## 大相撲

### できごと
- 1月、1月場所初日、千代の富士に特別表彰。「一代年寄」を辞退したため特別顕彰し、土俵上で平山郁夫画の「富士山」を贈った。10日、春日野（元横綱栃錦）死去、64歳。元関脇闘竜引退、年寄二十山襲名。プロスポーツ大賞を千代の富士が2年連続で受賞。故春日野相談役に従四位勲二等瑞宝章。役員改選が行われ、理事長二子山は2期目。新理事に高砂、新監事に玉垣。
- 2月、2日に前頭10枚目龍興山死去、22歳。
- 3月、元小結前乃森引退、年寄山響襲名。7日目、千代の富士が史上初の通算1000勝を達成。場所後の番付編成会議で霧島の大関昇進決定。
- 5月、ザーイドアラブ首長国連邦大統領が観戦[2] 。園遊会に千代の富士が出席。
- 6月、ブラジル公演。
- 7月、元関脇益荒雄引退、年寄錣山襲名。場所後、旭富士の横綱昇進決定。4横綱時代となった。
- 9月、大関北天佑引退、年寄二十山襲名。元前頭筆頭富士乃真引退、年寄錦戸襲名。元小結大徹引退、年寄湊川襲名。元前頭13枚目大乃花引退、年寄佐ノ山襲名。
- 11月、27代木村庄之助の停年に伴い、25代式守伊之助の28代木村庄之助昇格と、木村庄二郎の26代式守伊之助昇格が決まる。元関脇高望山引退、年寄高島襲名。この年は初めて90日間すべてで満員御礼。

## 本場所
- 一月場所（両国国技館・7日～21日）
幕内最高優勝 : 千代の富士貢（14勝1敗,30回目）
十両優勝 : 益荒雄宏夫（12勝3敗）
- 三月場所（大阪府立体育会館・11日～25日）
幕内最高優勝 : 北勝海信芳（13勝2敗,6回目）
十両優勝 : 益荒雄広生（10勝5敗）
- 五月場所（両国国技館・13日～27日）
幕内最高優勝 : 旭富士正也（14勝1敗,2回目）
十両優勝 : 大翔山直樹（12勝3敗）
- 七月場所（愛知県体育館・8日～22日）
幕内最高優勝 : 旭富士正也（14勝1敗,3回目）
十両優勝 : 若花田勝（12勝3敗）
- 九月場所（両国国技館・9日～23日）
幕内最高優勝 : 北勝海信芳（14勝1敗,7回目）
十両優勝 : 小城ノ花昭和（11勝4敗）
- 十一月場所（福岡国際センター・11日～25日）
幕内最高優勝 : 千代の富士貢（13勝2敗,31回目）
十両優勝 : 大輝煌正人（11勝4敗）
- 年間最優秀力士賞（年間最多勝）：旭富士正也（70勝20敗）

## 誕生
- 1月10日 - 石浦鹿介（最高位：前頭5枚目、所属：宮城野部屋、年寄：間垣）[3]
- 2月26日 - 貴ノ岩義司（最高位：前頭2枚目、所属：貴乃花部屋→千賀ノ浦部屋）[4]
- 2月28日 - 髙安晃（現役力士、所属：鳴戸部屋→田子ノ浦部屋）[5]
- 3月1日 - 海龍元生（最高位：幕下2枚目、所属：田子ノ浦部屋→出羽海部屋、世話人：海龍）
- 3月10日 - 慶天海孔晴（最高位：十両11枚目、所属：阿武松部屋）[6]
- 7月10日 - 千代の国憲輝（最高位：前頭筆頭、所属：九重部屋、年寄：佐ノ山）[7]
- 7月12日 - 千代栄栄太（現役力士、所属：九重部屋）[8]
- 8月25日 - 錦木徹也（現役力士、所属：伊勢ノ海部屋）[9]
- 10月19日 - 遠藤聖大（現役力士、所属：追手風部屋）[10]
- 11月1日 - 舛ノ山大晴（最高位：前頭4枚目、所属：千賀ノ浦部屋→常盤山部屋）[11]
- 11月6日 - 天空海翔馬（現役力士、所属：立浪部屋）[12]
- 11月10日 - 竜電剛至（現役力士、所属：高田川部屋）[13]

## 死去
- 1月10日 - 栃錦清隆（第44代横綱、所属：春日野部屋、年寄：春日野、第5代日本相撲協会理事長、* 1925年【大正14年】）[14]
- 2月2日 - 龍興山一人（最高位：前頭5枚目（現役没）、所属：出羽海部屋、* 1967年【昭和42年】）[15]
- 3月20日 - 若瀬川栄蔵（最高位：前頭筆頭、所属：楯山部屋→伊勢ヶ濱部屋、* 1903年【明治36年】）[16]
- 4月2日 - 赤城山晃（最高位：十両10枚目、所属：双葉山道場→時津風部屋、* 1926年【大正15年】）
- 5月15日 - 神風正一（最高位：関脇、所属：二所ノ関部屋、* 1921年【大正10年】）[17]
- 5月30日 - 九州山義雄（最高位：小結、所属：出羽海部屋、* 1913年【大正2年】）[18]
- 11月24日 - 小野錦喜三郎（最高位：前頭16枚目、所属：陣幕部屋→小野川部屋→陣幕部屋→小野川部屋、* 1922年【大正11年】）[19]